# ذا ميديم
ذا ميديم (بالإنجليزية: The Medium)‏ هي لعبة رعب نفسي من تطوير ونشر شركة بلوبير تيم تم إصدارها في يناير 2021 على أجهزة إكس بوكس سيريس إكس وسيريس أس ومايكروسوفت ويندوز وفي سبتمبر 2021 على بلاي ستيشن 5.